# Rio Aveyron
O rio Aveyron é um rio localizado nos departamentos de Aveyron, Tarn e Tarn-et-Garonne, em França. É afluente do rio Tarn, após um percurso de 292,3 km, terminando 10 km a jusante de Montauban. Passa por Rodez e Villefranche-de-Rouergue.
O seu principal afluente, pela margem esquerda, é o rio Viaur, que tem comprimento de 168 km. Outros afluentes importantes são o rio Cérou e o rio Vère.
O rio Aveyron banha os seguintes departamentos e comunas:
- Aveyron (que deve o seu nome a este rio): Rodez, Villefranche-de-Rouergue.
- Tarn: Penne.
- Tarn-et-Garonne: Bruniquel, Montricoux, Nègrepelisse, Piquecos, Montauban

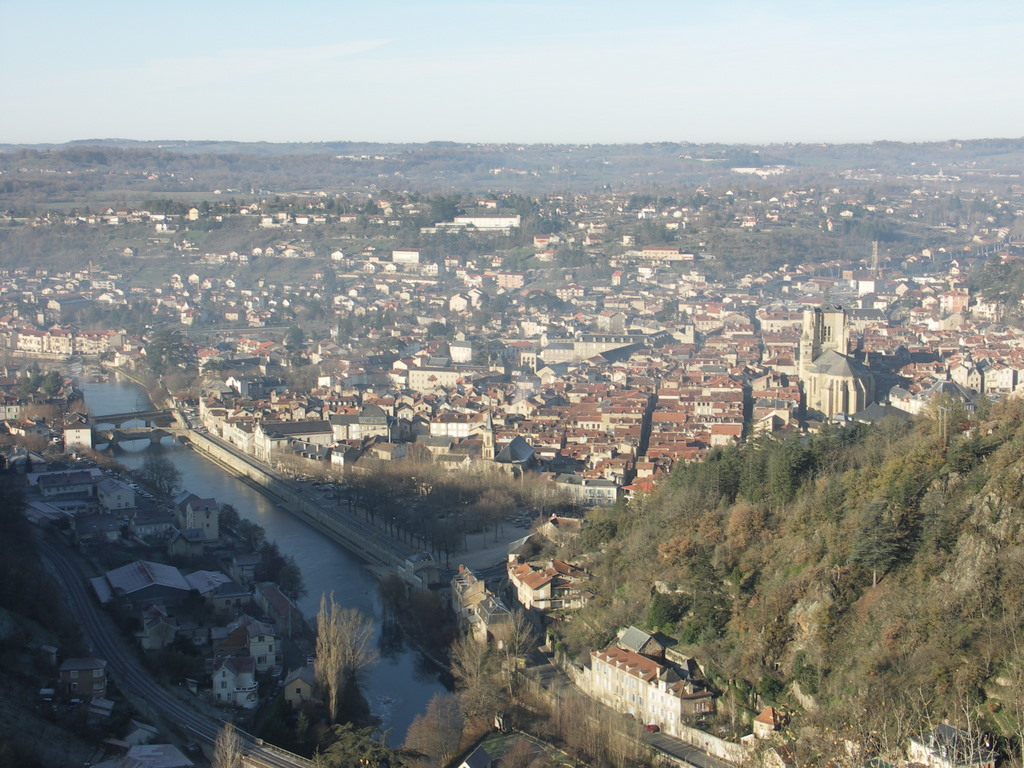
O Aveyron em Villefranche-de-Rouergue.